# Mönch-Orgil Orchony
Mönch-Orgil Orchony (mongolisch Орхоны Мөнх-Оргил, ᠣᠷᠬᠣᠨᠤ ᠮᠥᠩᠬᠡ-ᠣᠷᠭᠢᠯ; * 30. Januar 1999 in der Mongolei) ist ein mongolischer Fußballspieler.

## Karriere

### Verein
Mönch-Orgil Orchony erlernte das Fußballspielen in der Jugend vom Deren FC in Ulaanbaatar. Hier unterschrieb er am 1. Januar 2021 auch seinen ersten Vertrag. Der Verein spielt in der ersten Liga, der National Premier League.

### Nationalmannschaft
Von 2019 bis 2022 bestritt er sechs Spiele für die mongolische U23-Nationalmannschaft. Sein Länderspieldebüt für die mongolische A-Nationalmannschaft gab er am 5. Oktober 2017 während eines Freundschaftsspiels gegen Taiwan.
Ende 2018 wurde Orchony für die Qualifikationsspiele zur Fußball-Ostasienmeisterschaft 2019 einberufen. Sein erstes Tor erzielte er am 4. September 2018 in der ersten Halbzeit gegen die
Nördlichen Mariane. In der zweiten Runde bestritt er zwei weitere Einsätze gegen Nordkorea bzw. Hongkong.

## Erfolge
Deren FC
- Mongolischer Vizemeister: 2021, 2022/23